# 波爾托韋洛區

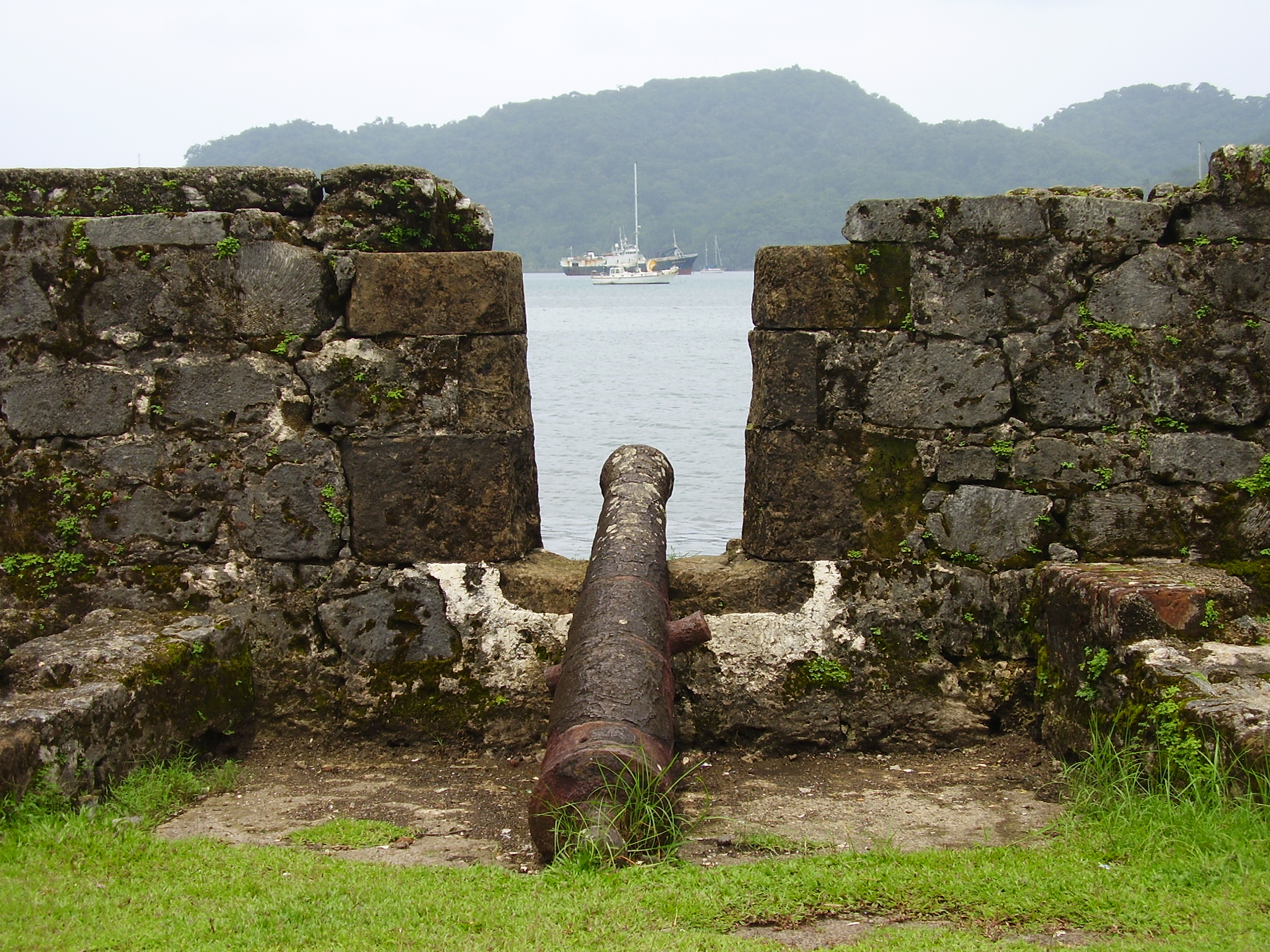

波爾托韋洛區（西班牙語：Distrito de Portobelo），是巴拿馬的一個行政區，位於該國中部，由科隆省負責管轄，始建於1597年，面積396.9平方公里，2010年人口9,183，人口密度每平方公里23.14人。
9°33′N 79°39′W / 9.550°N 79.650°W